# Simulium macca
Simulium macca är en tvåvingeart som först beskrevs av Günther Enderlein 1934.  Simulium macca ingår i släktet Simulium och familjen knott. Inga underarter finns listade i Catalogue of Life.